# Вильянди (волость)
Ви́льянди (эст. Viljandi vald) — волость в уезде Вильяндимаа, Эстония.

## География
Расположена в окрестностях города Вильянди, который является её административным центром, но не включает его.

## История
Образована в результате объединения четырех волостей: Пайсту, Пярсти, Саарепееди и Вийратси после муниципальных выборов, состоявшихся 20 октября 2013 года. В ходе административно-территориальной реформы 2017 года к волости Вильянди присоединились волости Колга-Яани и Тарвасту.

## Население
За период 2014–2017 годов численность населения волости сокращалась в среднем на 1,3 % в год. В тот же период были негативными и естественный прирост населения, и сальдо миграции. Одновременно с уменьшением общего числа жителей произошло резкое уменьшение численности молодых жителей в возрасте 15—24 лет: за 4 года оно составило 9 % (в 2014 году их насчитывалось 1804 человек, в 2017 — 1652).

## Населённые пункты
В состав волости входят 4 посёлка и 126 деревень.
Посёлки: Вийратси, Колга-Яани, Мустла, Рамси.

Деревни: Айду, Айнду, Алустре, Аникатси, Аукси, Вайбла, Вазара, Валма, Вана-Выйду, Ванавялья, Ванамыйза, Ванауссе, Варди, Вардья,  Вейсъярве, Вериласке, Вийсукюла, Вилимеэсте, Вилла, Виссувере, Воору, Выйстре, Вяйке-Кыпу, Вяльгита, Вялусте, Интсу, Йыэкюла, Каавере, Калбусе, Каннукюла, Карула, Касси, Кибекюла, Кийза, Кийни, Кингу, Кивилыппе, Койду, Кокавийдика, Коокла, Куудекюла, Курессааре, Кярстна, Лаанекуру, Лалси, Лейе, Леэмети, Лойме, Лолу, Лооди, Луйга, Ляткалу, Малтса, Марьямяэ, Марна, Матапера, Мелески, Метсла, Моори, Мукси, Мустапали, Мустивере, Мыннасте, Мяэлткюла, Мяхма, Одисте, Ойу, Ооргу, Отикюла, Пахувере, Пайсту, Парика, Пеэтримыйза, Пикру, Пинска, Пирмасту, Порса, Пуйату, Пуллеритсу, Пырга, Пяри, Пярсти, Раассилла, Раудна, Ребасе, Ребасте, Ридакюла,  Риума, Рихкама, Роосилла, Руудикюла, Саарекюла, Саарепеэди, Савикоти, Синиаллику, Соовику, Соэ, Суйслепа, Султси, Сурва, Таари, Тагамыйза, Таганурга, Тарвасту, Тинникуру, Тобраселья, Тохври, Турва, Тусти, Тымби, Тыниссааре, Тынукюла, Тыррекюла, Тянассилма, Унаметса, Уусна, Хеймтали, Хендрикумыйза, Холстре, Эммусте, Ээснурга, Юленси, Якобимыйза, Ямеяла, Ярвекюла, Яртсааре.

## Статистика
Данные Департамента статистики о волости Вильянди:

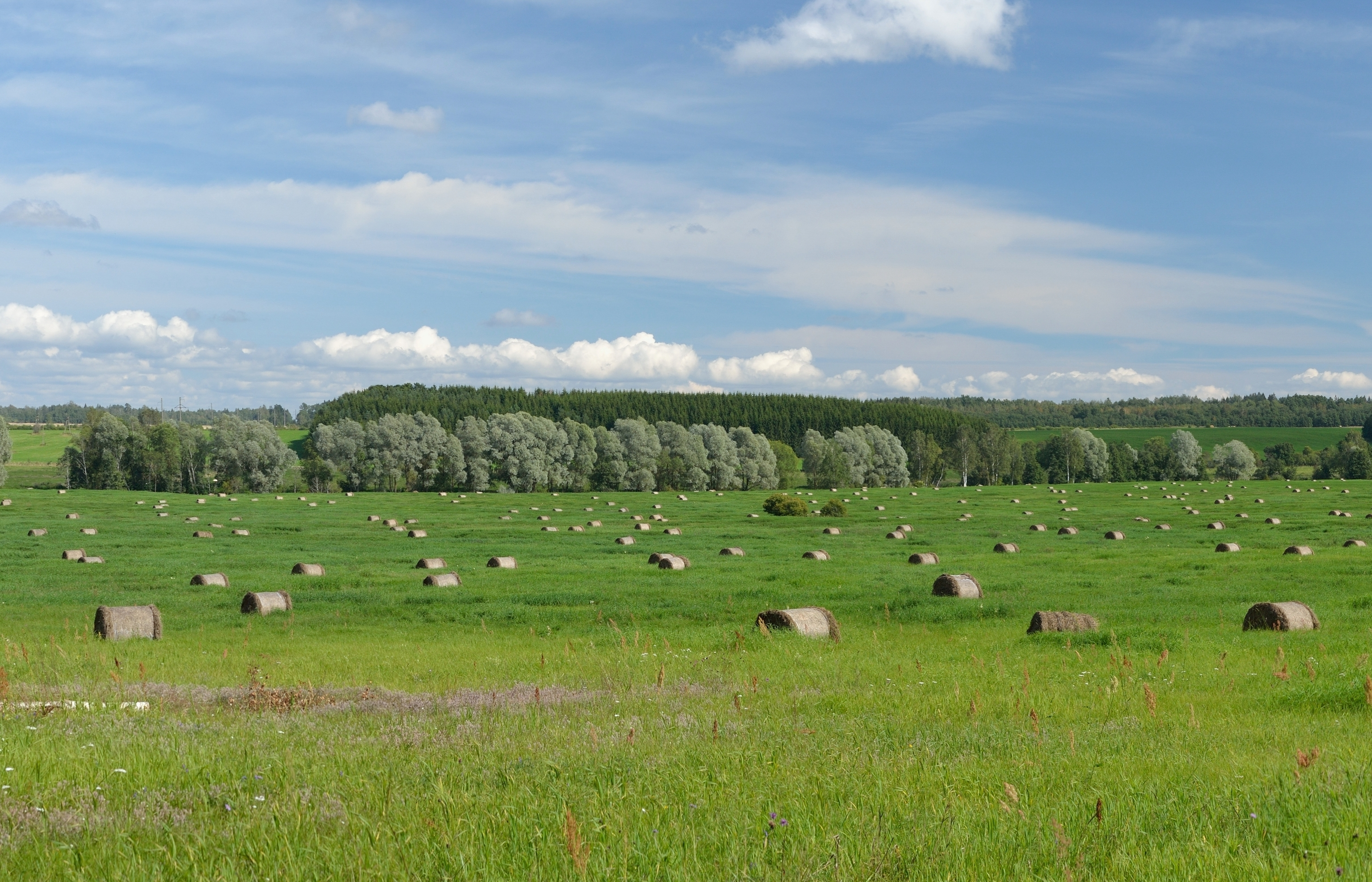
Поля деревни Рихкама

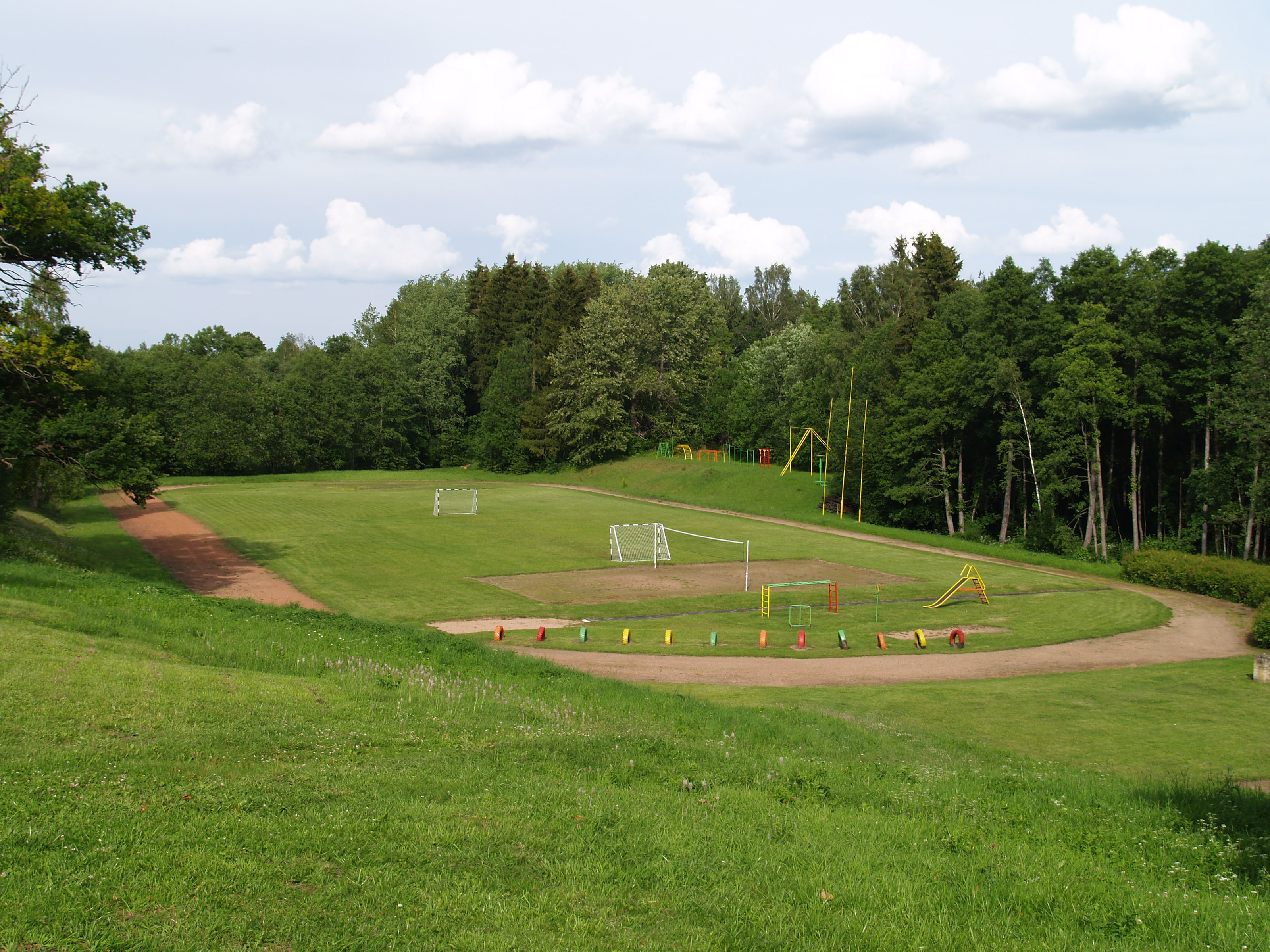
Стадион в деревне Суйслепа

Число жителей на 1 января каждого года:
| Год     | 2016   | 2017     | 2018     | 2019     | 2020     | 2021     | 2022     |
| ------- | ------ | -------- | -------- | -------- | -------- | -------- | -------- |
| Человек | 13 990 | ↘ 13 806 | ↘ 13 685 | ↘ 13 569 | ↗ 13 686 | ↗ 13 758 | ↘ 13 407 |

Число рождений:
| Год           | 2016 | 2017  | 2018  | 2019  |
| ------------- | ---- | ----- | ----- | ----- |
| Живорождённых | 122  | ↘ 108 | ↗ 147 | ↘ 145 |

Число смертей:
| Год     | 2016 | 2017  | 2018  | 2019  |
| ------- | ---- | ----- | ----- | ----- |
| Умерших | 189  | ↘ 181 | ↗ 198 | ↘ 173 |

Зарегистрированные безработные:
| Год     | 2016 | 2017  | 2018  | 2019  |
| ------- | ---- | ----- | ----- | ----- |
| Человек | 247  | ↗ 279 | ↘ 263 | ↗ 275 |

Средняя брутто-зарплата:
| Год  | 2016   | 2017      | 2018      | 2019      |
| ---- | ------ | --------- | --------- | --------- |
| Евро | 961,20 | ↗ 1020,63 | ↗ 1088,03 | ↗ 1161,45 |

В 2019 году волость Вильянди занимала 53 место по величине средней брутто-зарплаты среди 79 муниципалитетов Эстонии.
Число учеников в школах:
| Год     | 2016 | 2017  | 2018  | 2019  |
| ------- | ---- | ----- | ----- | ----- |
| Человек | 892  | ↗ 916 | ↗ 948 | ↗ 990 |

## Экономика
Среди зарегистрированных в волости предприятий преобладают микро-предприятия (численность работников менее 10 человек).
Крупнейшие работодатели волости по состоянию на 30 июня 2020 года:

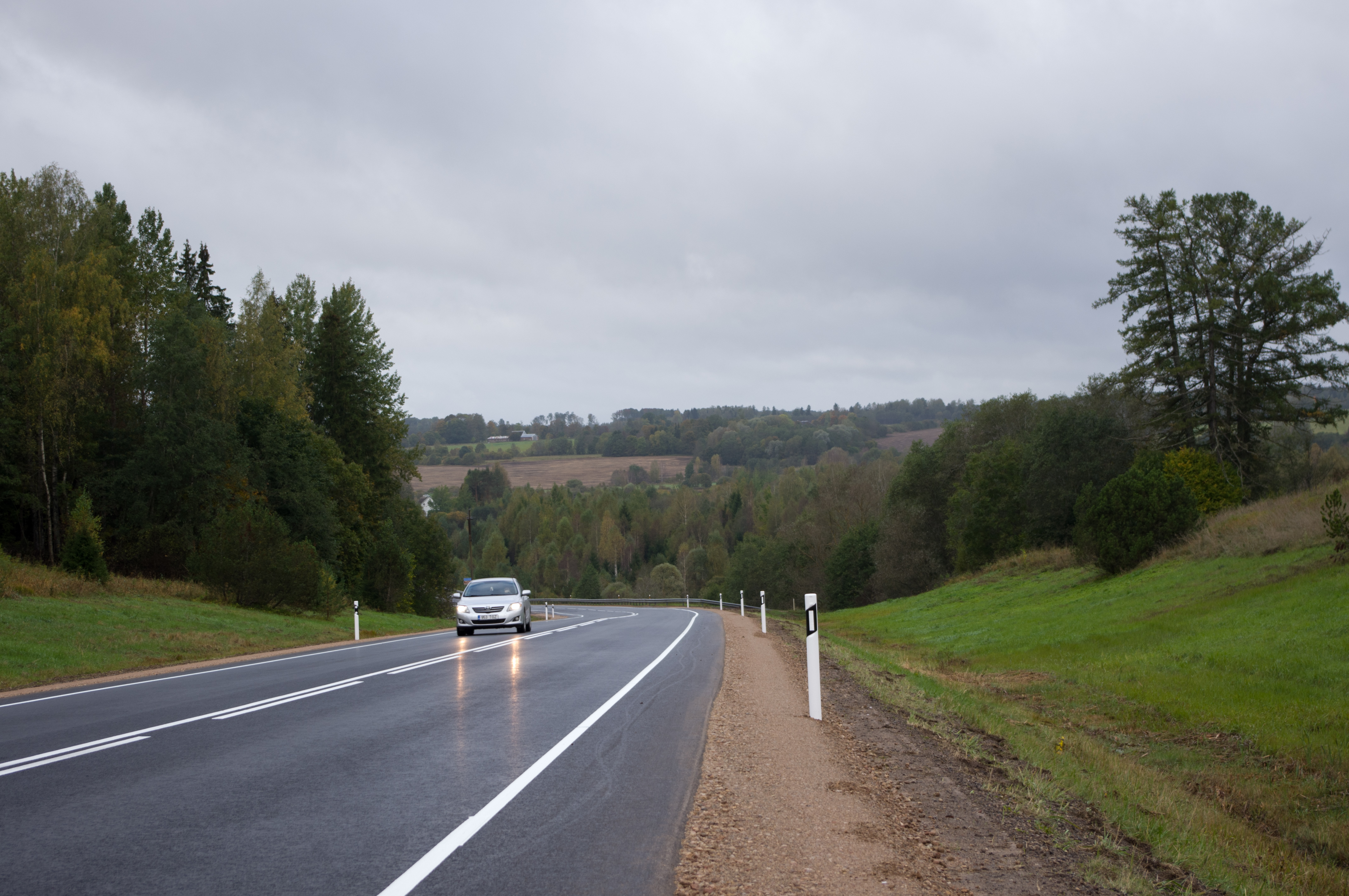
Пейзаж в деревне Пяри

| Предприятие/организация     | Вид деятельности                                                  | Численность работников |
| --------------------------- | ----------------------------------------------------------------- | ---------------------- |
| Rakvere Farmid AS           | Разведение свиней                                                 | 177                    |
| Волостная управа Вильянди   | Орган государственного управления                                 | 160                    |
| Oskar LT AS                 | Производство продуктов из мяса                                    | 86                     |
| Viiratsi Saeveski AS        | Лесопильное производство                                          | 70                     |
| Rootsi Mööbel OÜ            | Производство мебели                                               | 56                     |
| Ramsi Turvas AS             | Добыча торфа                                                      | 47                     |
| Pariisi Erihoolduskeskus OÜ | Центр по уходу за людьми с умственными и физическими недостатками | 47                     |

## Галерея

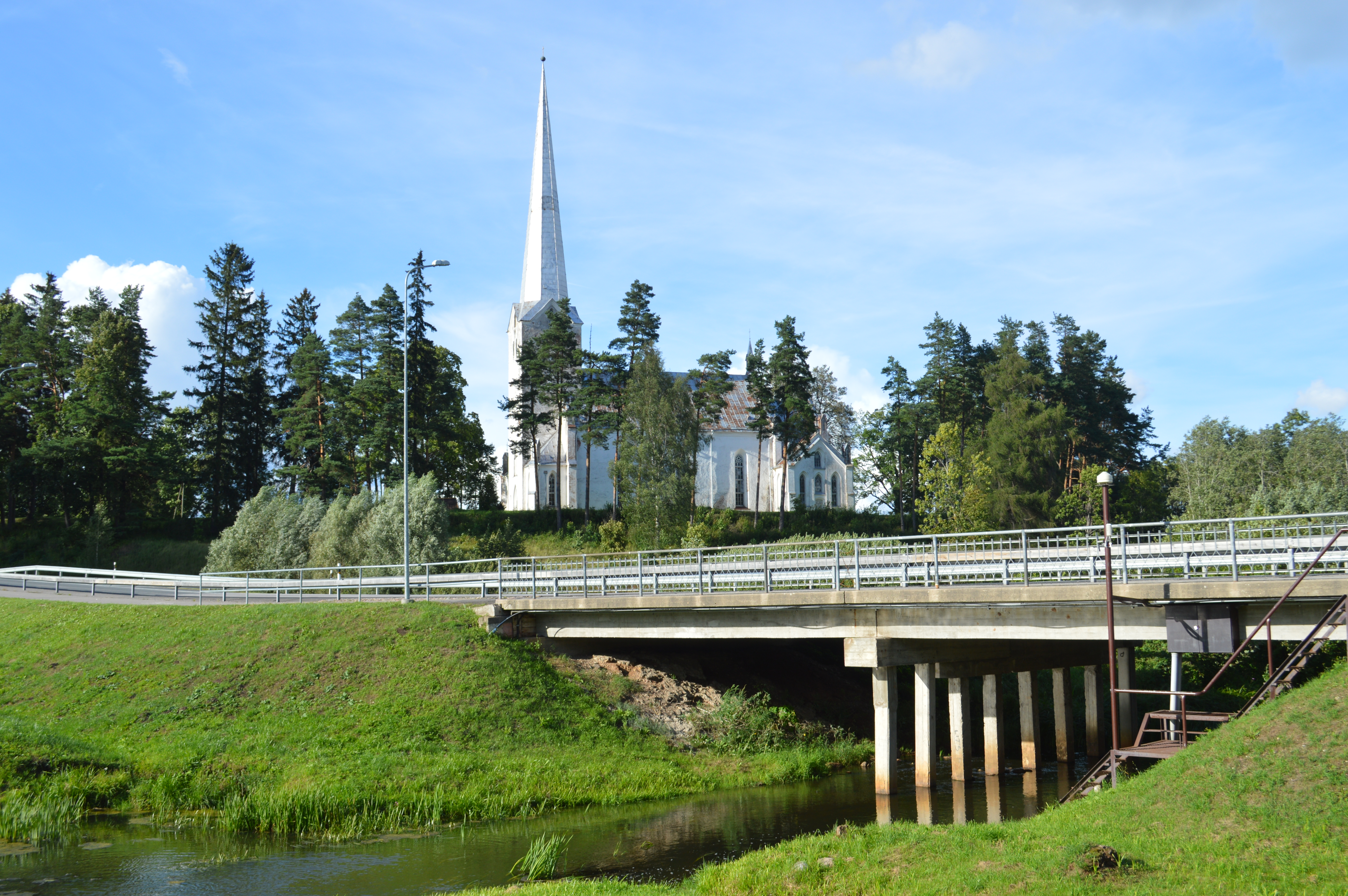
Церковь Тарвасту
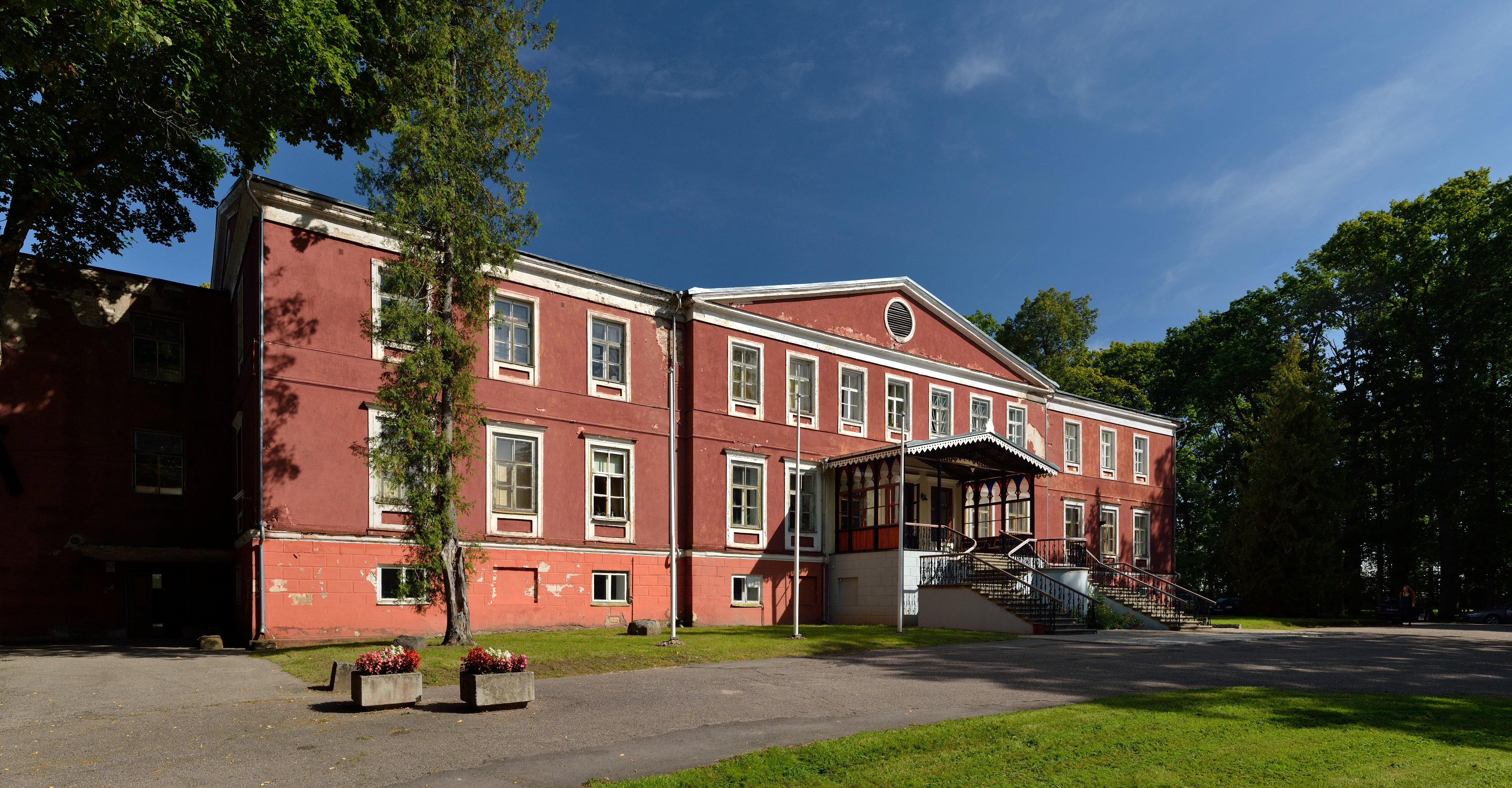
Главное здание мызы Вана-Выйду
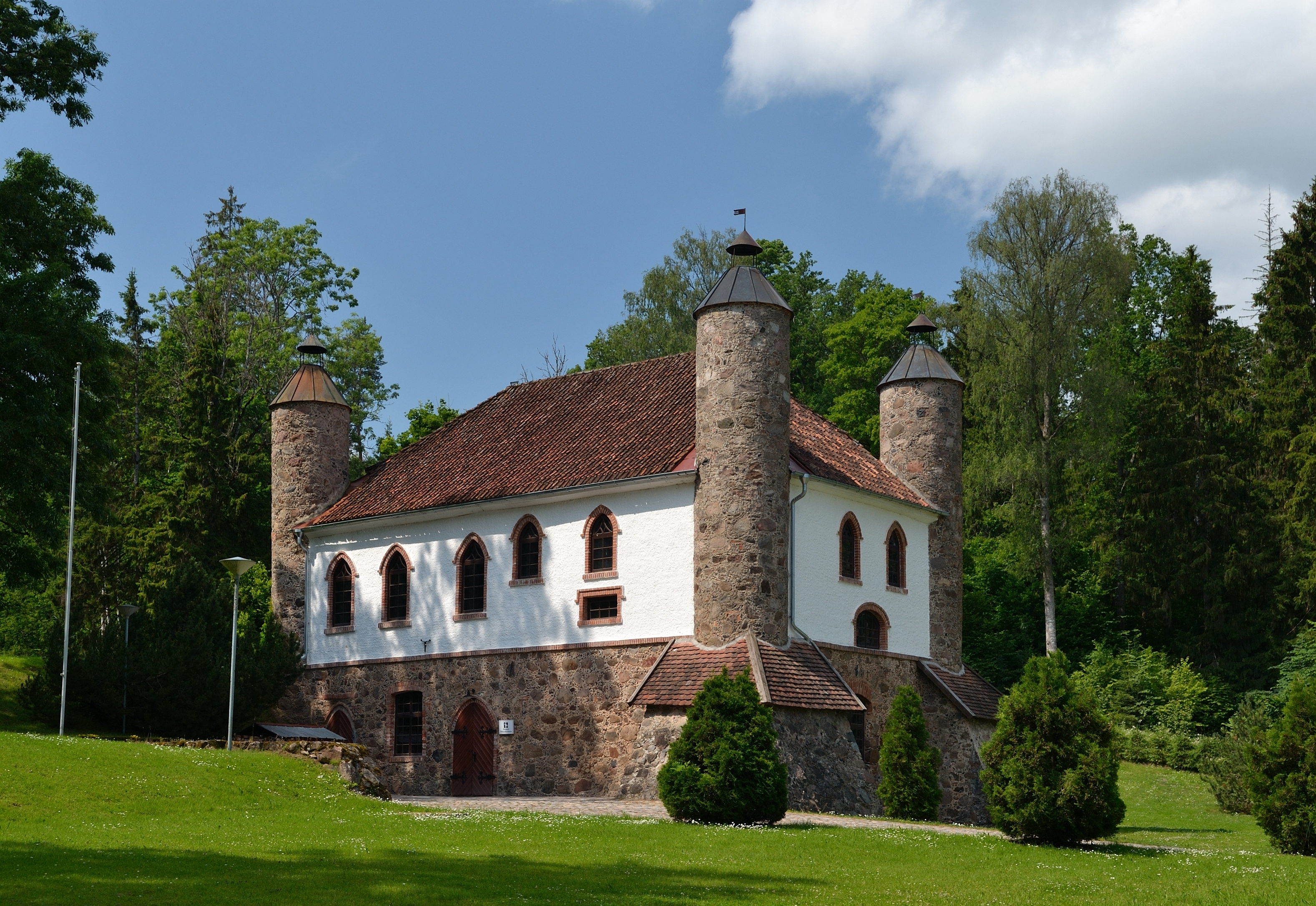
Винокурня мызы Хеймтали
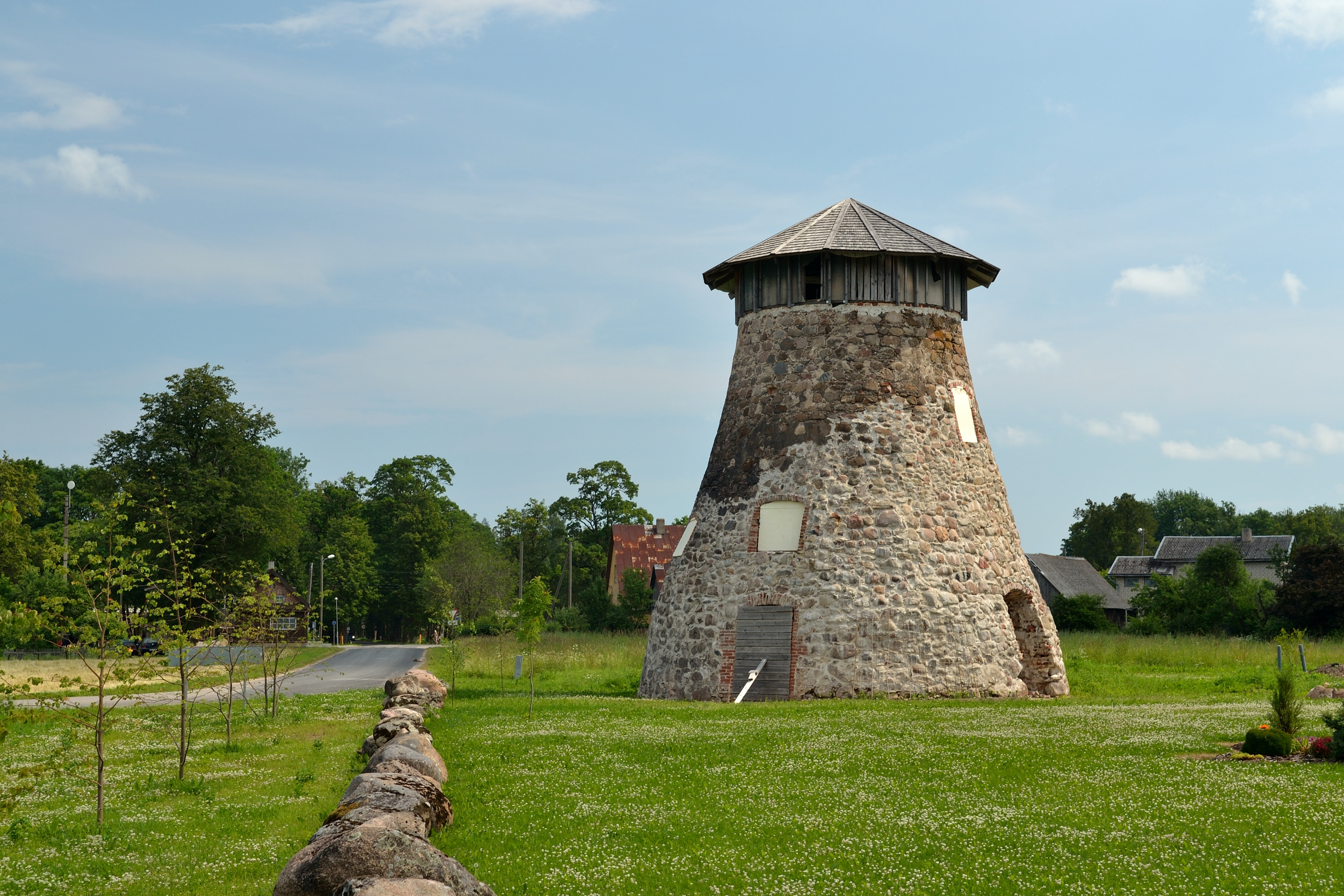
Ветряная мельница мызы Хеймтали
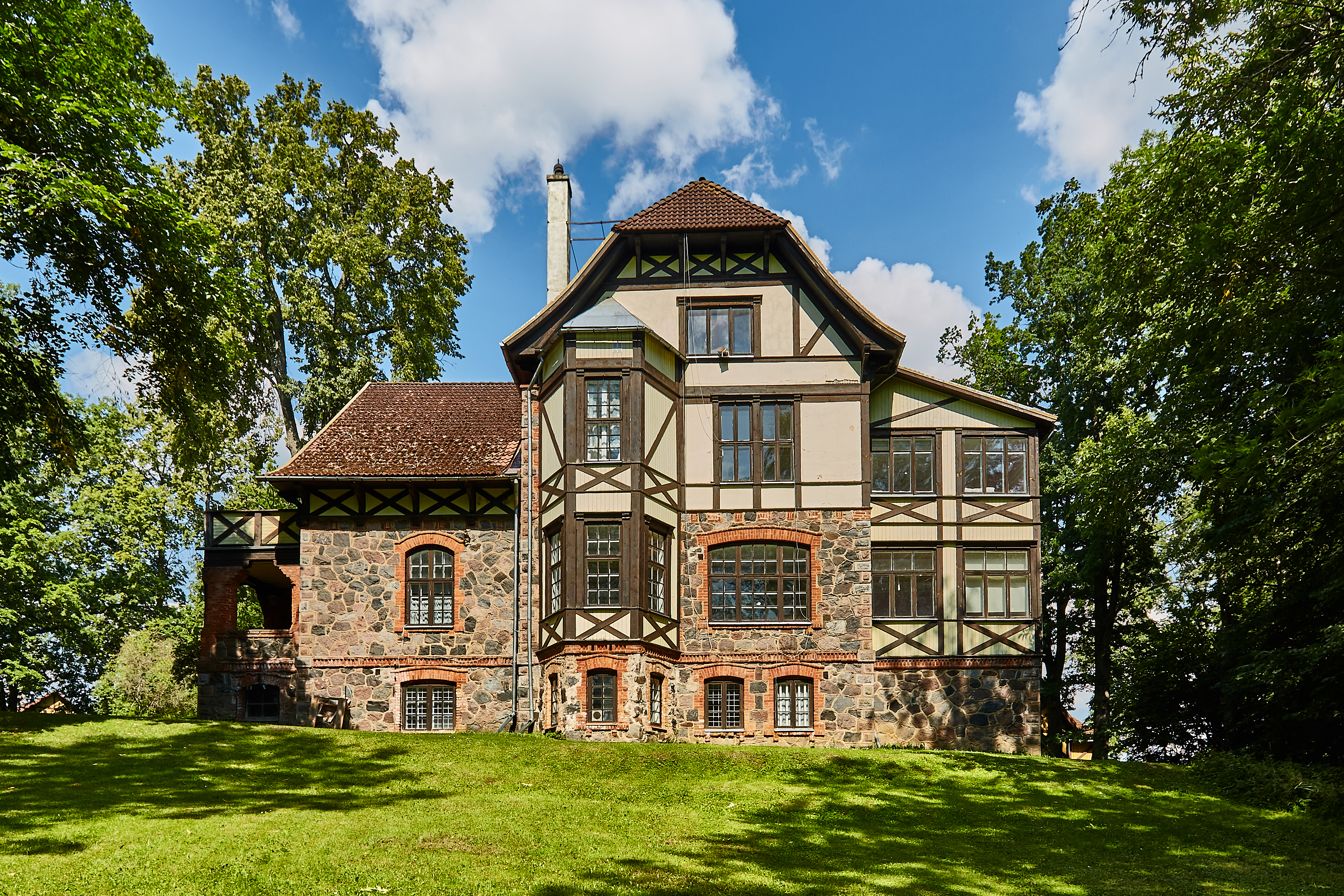
Мыза Вяйкемыйза
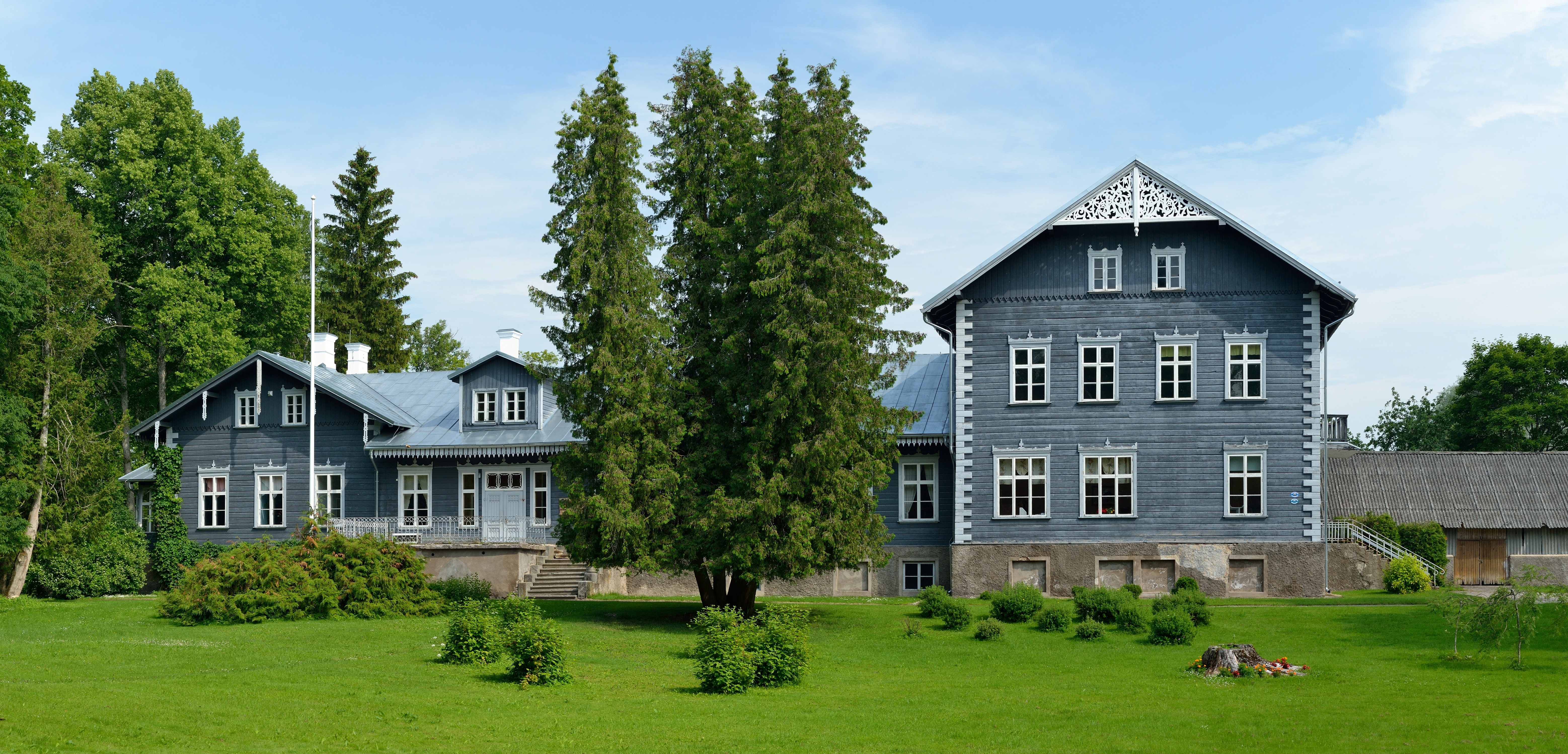
Главное здание мызы Пярсти
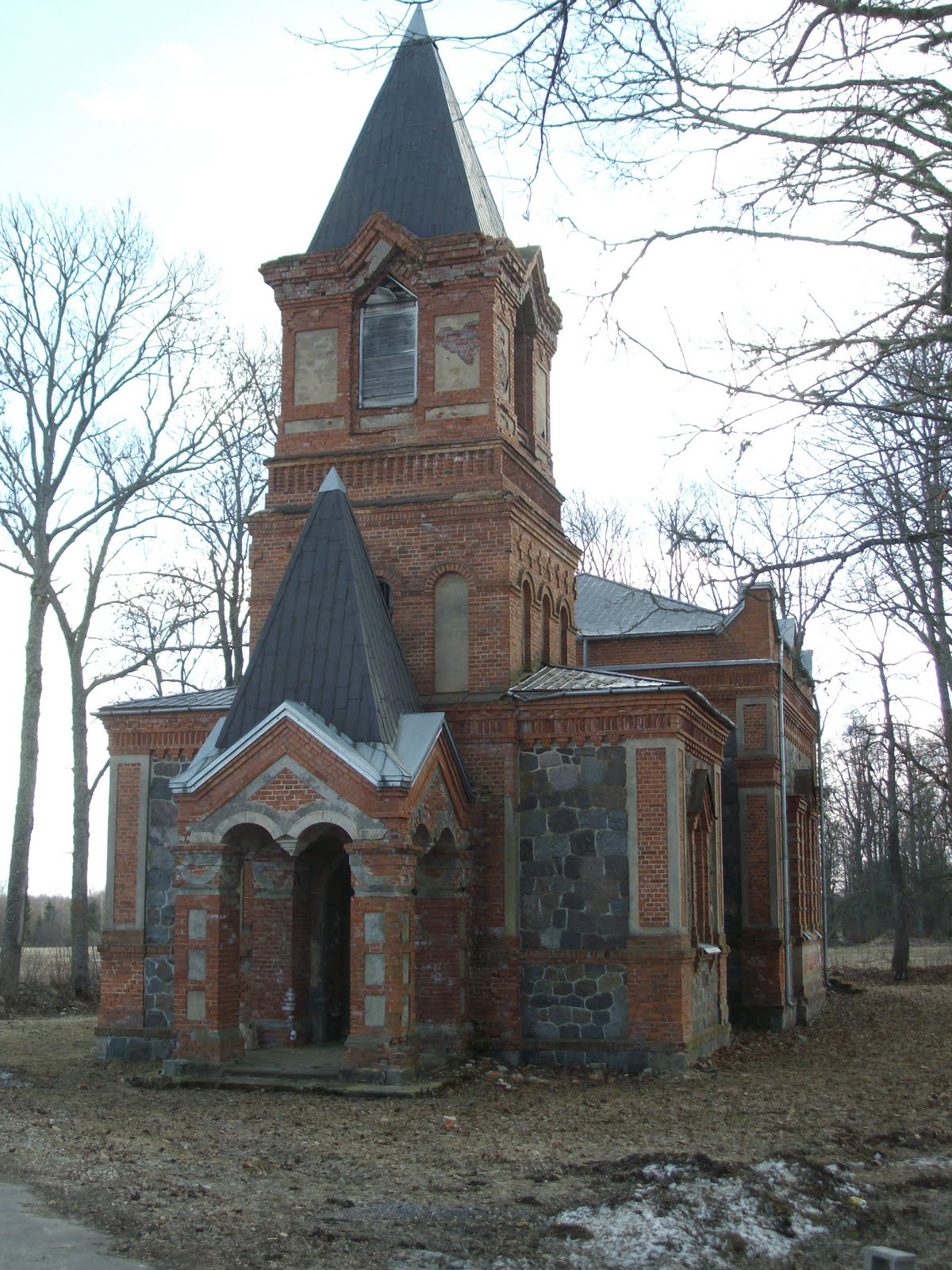
Православная церковь Тянассилма
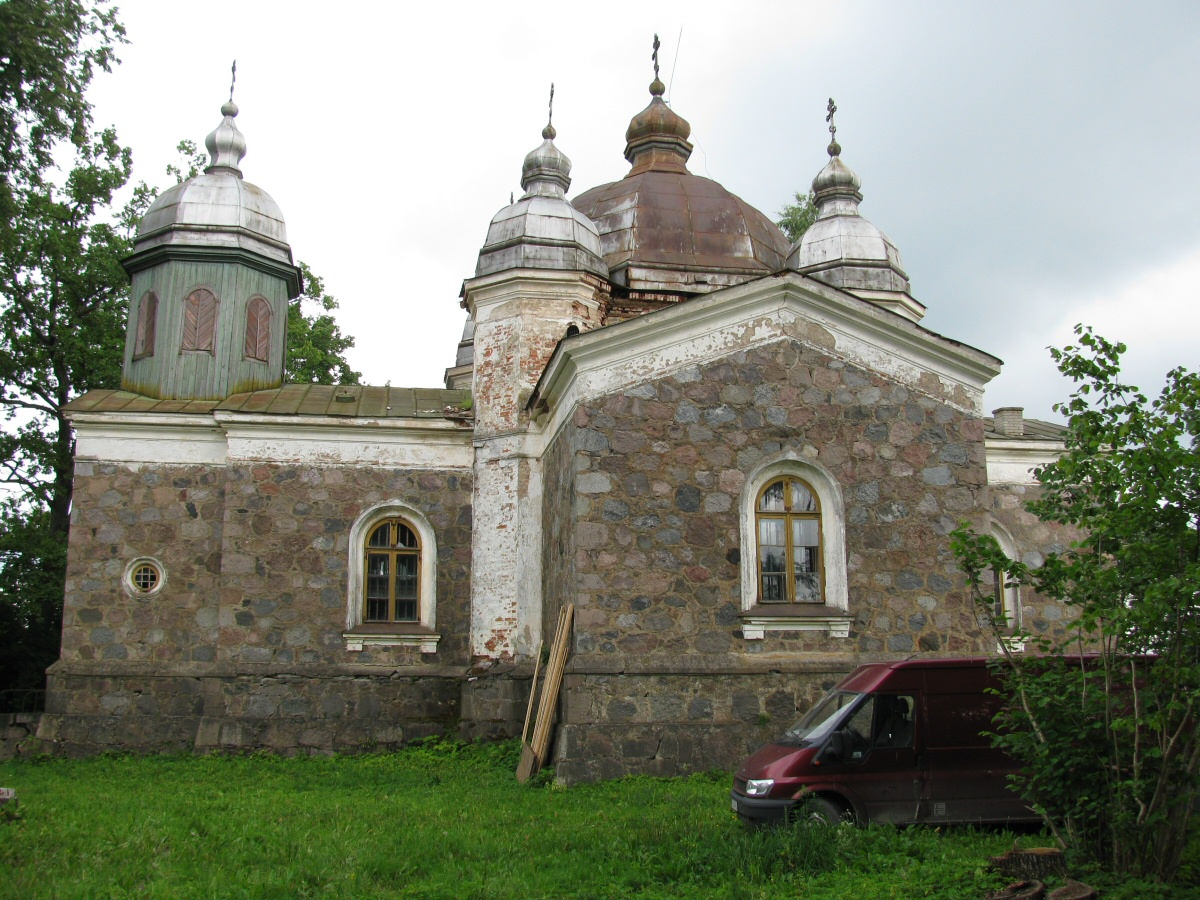
Православная церковь Колга-Яани
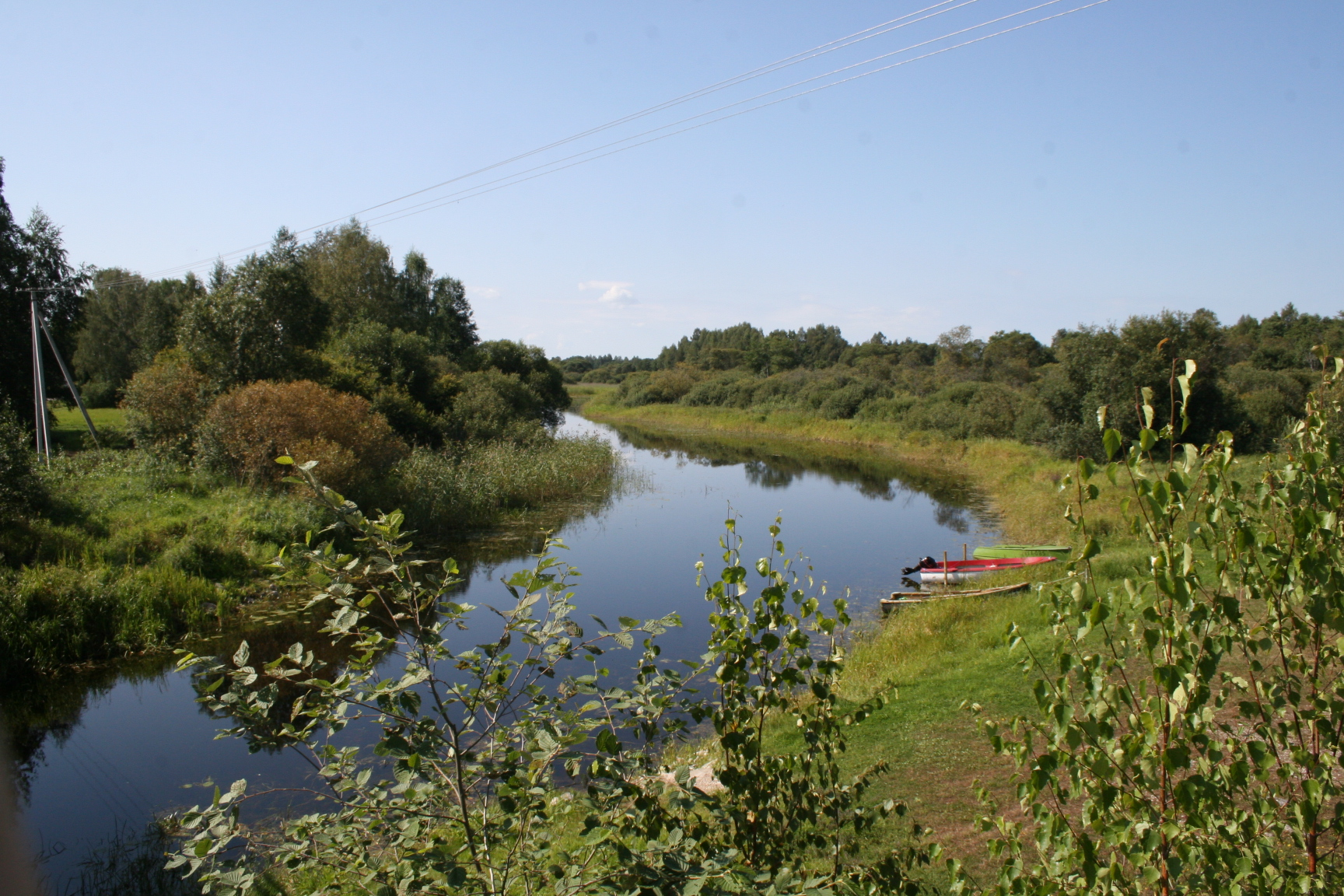
Река Тянассилма
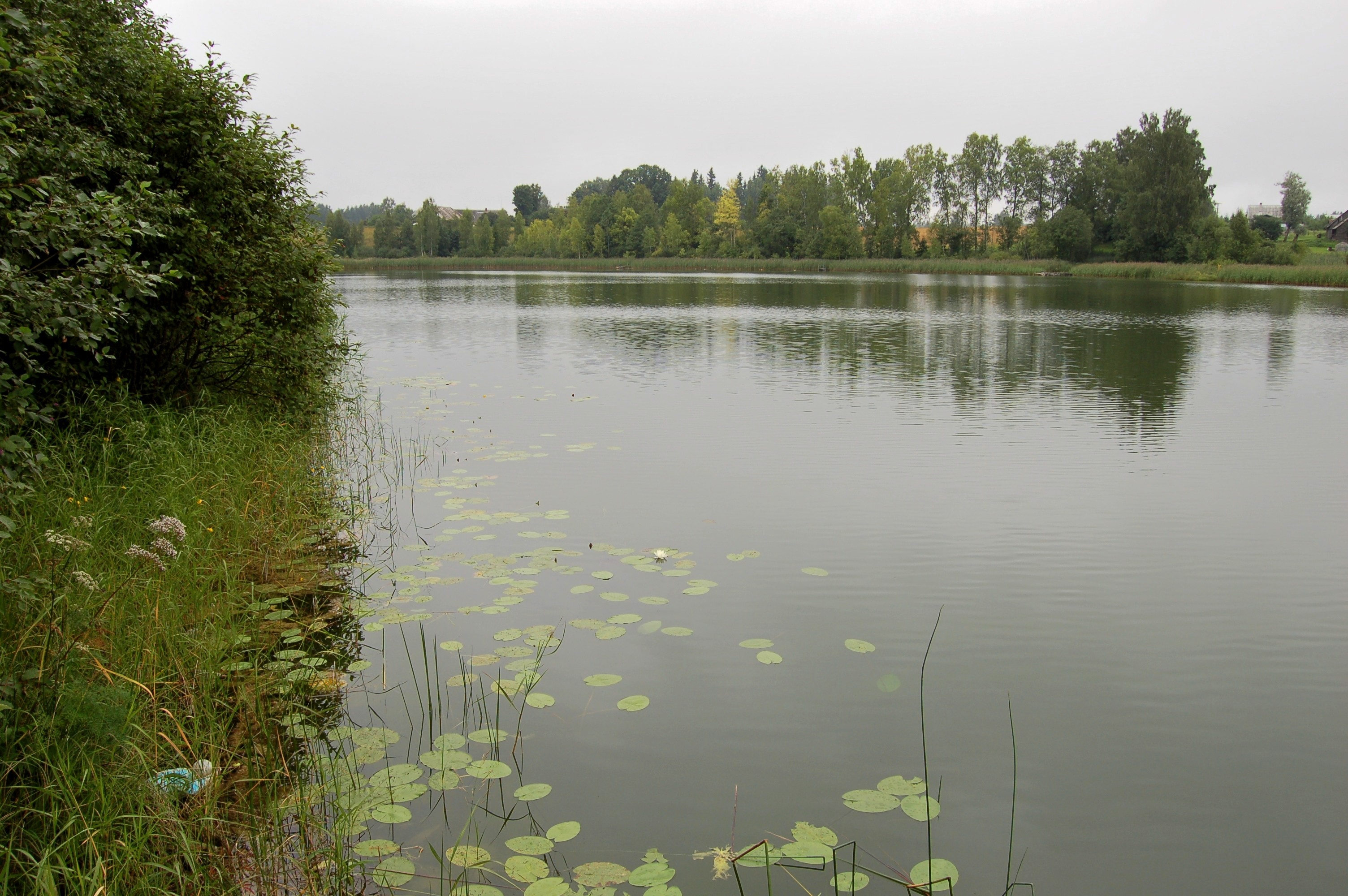
Озеро Синиаллику